# Salesforce Tower
La Salesforce Tower, antigament coneguda com a Transbay Tower, és un gratacels d'oficines de 1.070 peus (326 m)  al districte South of Market del centre de San Francisco, acabat el 2018. Es troba al 415 de Mission Street entre First i Fremont. carrers, al costat del lloc del Transbay Transit Center. Salesforce Tower és la peça central del pla de reurbanització de San Francisco Transbay. El pla conté una combinació d'oficines, transport, comerç minorista i usos residencials. Aquest va ser l'últim edifici projectat per César Pelli que es va acabar en vida.
Quan es va acabar el 2018, es va convertir en el gratacel més alt de l'horitzó de San Francisco, amb una alçada del sostre de 970 peus (296 m) i una alçada total de 1.070 peus (326 m), superant els 853 peus (260 m) de la piràmide Transamerica.

## Història
El desenvolupador Hines Interests Limited Partnership, amb una proposta de l'arquitecte César Pelli de Pelli Clarke Pelli Architects, va ser seleccionat com a guanyador d'un concurs global l'any 2007 per habilitar i comprar el lloc. Un jurat de set membres d'experts en desenvolupament reunit per la Transbay Joint Powers Authority (TJPA) va seleccionar Hines sobre les propostes de Forest City Enterprises i l'arquitecte Richard Rogers; i de Rockefeller Development Group Corp. i Skidmore, Owings & Merrill. El 2012, Boston Properties va adquirir una participació del 50% en el projecte i el 2013 va adquirir la major part de la participació restant de Hines per convertir-se en el 95% dels propietaris del projecte.
El lloc de la torre es trobava en una zona ruïnosa, antigament utilitzada com a entrada a nivell del sòl a la terminal Transbay de San Francisco, que va ser enderrocada el 2011. La TJPA va vendre la parcel·la a Boston Properties and Hines per 192 milions de dòlars EUA, i la inauguració cerimonial de la nova torre es va produir el 27 de març de 2013, amb obres de construcció per sota del nivell que van començar a finals de 2013. El projecte és una empresa conjunta entre els contractistes generals Clark Construction i Hathaway Dinwiddie Construction.

## Disseny
La torre Salesforce consta d'un mur cortina de vidre i acer, que envolta un marc d'acer estructural, que envolta un nucli de formigó armat. L'edifici està tancat en una gelosia formada per aletes d'alumini blanc i parasols perforats, que arriben fins a dos peus més enllà de la pell de vidre. La silueta de la torre s'està reduint suaument cap a la part superior.
El 2017, Pelli va afirmar que l'objectiu havia estat quelcom "molt alt, molt gran, però encara educat i adequat".
L'empremta de la torre Salesforce descansa en l'emplenament de terra prop del front marítim original de San Francisco, una zona propensa a la liqüefacció del sòl durant els terratrèmols. Per tenir en compte aquest risc sísmic, la torre utilitza un disseny modelat per suportar els terratrèmols més forts que s'esperen a la regió. Els seus fonaments inclouen 42 piles llançades a prop de 300 peus (91 m) fins a la roca base i una catifa de fonamentació de 14 peus (4,3 m) de gruix.
El pis 61 es coneix com el "Pis d'Ohana" i serveix com a plataforma d'observació i saló per als empleats i convidats de Salesforce. Es posa a disposició de les organitzacions sense ànim de lucre a les nits i els caps de setmana. El 5 de febrer de 2019, l'empresa va anunciar i va obrir la inscripció anticipada per a visites públiques al "Pis d'Ohana" una vegada al mes a partir del 23 de febrer. Els 150 peus superiors de l'edifici per sobre del pis 61 s'han descrit com " en gran part ornamental".
El Transbay Transit Center es troba directament al costat de l'edifici i està connectat al nivell del parc per un pont al 5è pis.

## A la cultura popular

### Pel·lícules i sèries de televisió
- La primera aparició de Salesforce Tower al cinema va ser la pel·lícula d'animació del 2014 Big Hero 6. Tot i que la construcció de la torre Salesforce només havia començat fa un any quan es va estrenar la pel·lícula, a la pel·lícula va aparèixer una versió estilitzada de la torre completada.
- La torre també es pot veure en diversos plans de la pel·lícula Venom del 2018.
- Salesforce Tower es pot veure en diversos episodis de "Silicon Valley" de HBO. El final de la sèrie - Temporada 6/Episodi 7, "Esdeveniment de sortida", se centra molt en l'edifici i els seus pisos mecànics situats a la corona.

### Videojocs
- A Watch Dogs 2 d'Ubisoft, la torre també es pot veure completada, tot i que el videojoc es va estrenar el 2016 i es va ambientar el mateix any, mentre l'edifici encara estava en construcció.

### Altres
- La corona de la torre presenta una escultura electrònica de nou pisos, "Day for Night", creada per l'artista Jim Campbell que inclou vídeos abstractes de baixa resolució de San Francisco, que s'havien de filmar cada dia. En la seva activació el 21 de maig de 2018, va ser considerada la peça d'art públic més alta del món.
- Per a Halloween 2018, en resposta a una petició que va reunir 11.000 signatures, la instal·lació de llum de la torre es va fer semblar a l'ull de Sauron.
- Salesforce Tower s'inclou al conjunt de Lego Architecture 'San Francisco Skyline', llançat el 2018.
- La Maison Deschamps va pujar a la torre sense cap equip el 3 de maig de 2022.